# Giuseppe Di Giacomo
Giuseppe Di Giacomo (Avola, 1º gennaio 1945) è un filosofo e saggista italiano.
Autore di un centinaio di pubblicazioni scientifiche che si occupano della relazione tra estetica e letteratura, come pure del rapporto tra estetica e arti figurative, con riferimento soprattutto alla cultura moderno-contemporanea e a temi quali l'immagine, la rappresentazione, il nesso arte-vita, la memoria e la nozione di testimonianza.

## Biografia
Prima di intraprendere la carriera universitaria, subito dopo il conseguimento della laurea in Filosofia (con il prof. Emilio Garroni), ha svolto attività didattica presso licei classici e scientifici e, prima ancora, durante gli anni universitari, ha avuto supplenze per diversi mesi in varie scuole medie inferiori. Nel 1976, ha ottenuto, tramite concorso, un contratto per l'insegnamento di Epistemologia presso la Facoltà di Scienze naturali, matematiche e fisiche dell'Università degli studi di Parma, contratto che nel 1978 è diventato un incarico. Dal 28 febbraio 1987 è ricercatore presso la Sapienza Università di Roma, dove, a partire dal 19 ottobre 1993, ha ricoperto il ruolo di professore associato e, infine, dal 1º novembre 2001, quello di professore ordinario di Estetica (settore scientifico-disciplinare: M-FIL/04).
Presso la stessa Università, dal novembre 2012, dirige il Museo Laboratorio di Arte Contemporanea (MLAC), situato all'interno del Palazzo del Rettorato. Fa parte del Collegio dei docenti del dottorato di ricerca in Filosofia e Storia della Filosofia della medesima Università, dove è stato per sei anni presidente del Corso di laurea magistrale dell'allora Facoltà di Filosofia.
È stato coordinatore di progetti PRIN (Progetti di ricerca di interesse nazionale) e ha partecipato a progetti di ricerca internazionali. Da una decina d'anni, coordina ricerche di Ateneo, con la partecipazione di una trentina di docenti di varia provenienza disciplinare, su argomenti di carattere estetico-filosofico e artistico-letterario.
Come Direttore del Museo Laboratorio di Arte Contemporanea della Sapienza Università di Roma, ha ideato e coordinato, in collaborazione con la Galleria Nazionale d'Arte Moderna di Roma, con il Teatro Argentina e con il Teatro Eliseo di Roma, numerose iniziative di carattere seminariale aventi per oggetto la filosofia, la letteratura, la musica, le arti figurative, il teatro.
Con Claudio Zambianchi ha curato l'antologia Alle origini dell'opera d'arte contemporanea (Roma-Bari, Laterza, 2008; 4ª ed. 2012).
È socio fondatore della Società Italiana d'Estetica (SIE).
È direttore della collana Figure dell'estetica presso la Casa editrice AlboVersorio di Milano e della collana Forme del possibile. Estetica, arte, letteratura presso l'editore Mimesis di Milano.
Fa parte del comitato scientifico delle riviste:
- Paradigmi
- Studi di estetica
- Rivista di estetica
- Estetica. Studi e ricerche
- Comprendre. Revista catalana de filosofia
- Memoria di Shakespeare. A Journal of Shakespearean Studies

È membro del comitato scientifico di Aesthetica Preprint, collana editoriale del "Centro Internazionale Studi di Estetica".

## Pensiero
Per Di Giacomo, nell'affrontare, oggi, la questione dell'immagine, è necessario rifiutare sia l'interpretazione che vede l'immagine come specchio delle cose, sia quella che la considera esclusivamente come un sistema autoreferenziale di segni. Dalla sua lettura di Wittgenstein, conclude che la rappresentazione logica implica qualcosa che si mostra e nel manifestarsi resta ‘altro’ dalla visibilità della rappresentazione stessa. Così, nel presentare se stessa, l'immagine manifesta l'altro del visibile, del rappresentabile: quell'altro che si rivela nel visibile, nascondendosi a esso. Ed è proprio così che l'immagine si fa icona dell'invisibile.
Comunque, sotto l'influenza di Adorno, si afferma la tendenziale perdita di figuratività dell'immagine e il continuare a sussistere dell'immagine stessa; l'immagine, infatti, è una cosa e insieme una non-cosa: è il paradosso di una “reale irrealtà”. Si riferisce al tentativo di scindere la natura ancipite dell'immagine negli elementi che la compongono: da una parte in un readymade, nel quale la dimensione rappresentativa si dissolve in una dimensione puramente presentativa, e dall'altra in una pura immagine mentale, dotata di un debole supporto materiale.
Oggi, le immagini dei nuovi media sono immagini di immagini e, in questo senso, non sono neppure propriamente immagini quanto piuttosto simulazioni, “simulacri”. Non a caso le immagini digitali, in quanto riproduzioni, possiedono uno scarso valore di immagine, giacché quello a cui tendono è assumere l'aspetto di qualcosa, perdendo così quella connessione di trasparenza e opacità che invece caratterizza le immagini autentiche. Di qui, appunto, la questione se i nuovi media siano o meno in grado di realizzare vere e proprie immagini.
In particolare, è nel tipo di arte che Adorno definisce “moderna” che troviamo il superamento di quella dimensione epifanica che è propria dell'icona, dove appunto il visibile è il luogo di manifestazione dell'invisibile in quanto Assoluto. Quello che emerge, allora, è una concezione dell'immagine che, nella consapevolezza dell'impossibilità di ogni pretesa di esaurire il reale e insieme di manifestare l'Assoluto, può essere interrogata come testimonianza di quanto non si lascia tradurre in immagine: testimoniare, infatti, è raccontare ciò che è impossibile raccontare del tutto. In questo senso, la testimonianza fa tutt'uno non con la memoria in quanto conformità con l'accaduto, ma con quell'immemoriale che si riferisce a qualcosa che non possiamo né del tutto ricordare né del tutto dimenticare, ossia a qualcosa che non è né del tutto dicibile né del tutto indicibile. Insomma, il testimone parla soltanto a partire da un'impossibilità di parlare. Che l'immagine valga allora come testimonianza significa che il tentativo di dire l'indicibile è un compito infinito, ed è per questo che la questione dell'immagine è parte integrante della questione etica. Ciò implica il fatto che nell'immagine, non essendoci alcuna compiutezza, non si dà alcuna redenzione né alcuna pacificazione nei confronti del reale. Da questo punto di vista, considerare le immagini come testimonianza equivale a vederle come il luogo di una tensione sempre irrisolta tra memoria e oblio e quindi come l'espressione del dover essere del senso in un orizzonte, come quello attuale, nel quale sempre di più sia il mondo che l'arte sembrano essere abbandonati al non-senso.

## Pubblicazioni principali
- Dalla logica all'estetica. Un saggio intorno a Wittgenstein, Parma, Pratiche, 1989
- Icona e arte astratta. La questione dell'immagine tra presentazione e rappresentazione, Palermo, Centro internazionale studi di estetica, 1999
- Estetica e letteratura. Il grande romanzo tra Ottocento e Novecento, Roma-Bari, Laterza, 1999 (4ª ed. 2010; trad. in lingua spagnola a cura di D. Malquori, Estética y literatura, Universidad de Valencia, Servicio de Publicaciones, 2014)
- Introduzione a Paul Klee, Roma-Bari, Laterza, 2003
- "Ripensare le immagini", a cura di Giuseppe Di Giacomo, Mimesis, Milano, 2010
- "Volti della memoria", a cura di Giuseppe Di Giacomo, Mimesis, Milano, 2012
- Narrazione e testimonianza. Quattro scrittori italiani del Novecento, Milano, Mimesis, 2012
- Entre la paraula i el silenci: la filosofia com a recerca de la veritat, prefaci a Antoni Bosch-Veciana, "Imatge-Mirada-Paraula", Barcelona, Facultat de Filosofia, URL, 2013
- "Malevic. Pittura e filosofia dall'Astrattismo al Minimalismo", Carocci, Roma, 2014
- Fuori dagli schemi. Estetica e arti figurative dal Novecento a oggi, Laterza, Roma-Bari, 2015
- "Arte e modernità. Una guida filosofica", Carocci, Roma, 2016
- "Una pittura filosofica. Antoni Tàpies e l'informale", Mimesis, Milano, 2016
- "F. Nietzsche. L'eterno ritorno", commentario a cura di Giuseppe Di Giacomo, Alboversorio, Milano, 2016
- "La bellezza abbandonata", Il Mulino, Bologna, 2021
- "Richard Wagner - Una guida filosofica", Carocci editore, Roma, 2021
- Caravaggio. L'eternità dell'istante, InSchibboleth Edizioni, Roma 2025, ISBN 978-88-5529-557-4

## Media e divulgazione

### Pubblicazioni online
- Art and Perspicuous Vision in Wittgenstein’s Philosophical Reflection, su fupress.net. URL consultato il 29 luglio 2013 (archiviato dall'url originale il 18 gennaio 2015).
- L’immagine-tempo da Warburg a Benjamin e Adorno (PDF), su aisthesisonline.it.
- Icona e arte astratta (PDF), su unipa.it.